# Turaba
Turaba – miasto w Arabii Saudyjskiej, w prowincji Mekka. W 2010 roku liczyło 25 937 mieszkańców.